# Jassim Breesam
Jassim Breesam (ar. جاسم بريسم;ur. 22 maja 1968) – iracki zapaśnik walczący w stylu klasycznym. 
Zajął 36. miejsce na mistrzostwach świata w 2007. Ósmy na igrzyskach azjatyckich w 2006. Brązowy medalista mistrzostw Azji w 2005 i 2006, czwarty w 2004, siódmy w 2007 roku.